# Almeirim (Portogallo)
Almeirim (aɫʒuʃ'tɾɛɫ) è un comune portoghese di 21 957 abitanti situato nel distretto di Santarém.

## Società

### Evoluzione demografica
| Popolazione di Almeirim (1801 – 2004) | Popolazione di Almeirim (1801 – 2004) | Popolazione di Almeirim (1801 – 2004) | Popolazione di Almeirim (1801 – 2004) | Popolazione di Almeirim (1801 – 2004) | Popolazione di Almeirim (1801 – 2004) | Popolazione di Almeirim (1801 – 2004) | Popolazione di Almeirim (1801 – 2004) | Popolazione di Almeirim (1801 – 2004) |
| ------------------------------------- | ------------------------------------- | ------------------------------------- | ------------------------------------- | ------------------------------------- | ------------------------------------- | ------------------------------------- | ------------------------------------- | ------------------------------------- |
| 1801                                  | 1849                                  | 1900                                  | 1930                                  | 1960                                  | 1981                                  | 1991                                  | 2001                                  | 2004                                  |
| 1318                                  | 4602                                  | 13688                                 | 12808                                 | 18011                                 | 21154                                 | 21380                                 | 21957                                 | 22617                                 |

## Freguesias
- Almeirim
- Benfica do Ribatejo
- Fazendas de Almeirim
- Raposa

## Gastronomia
Piatto tipico è la «Sopa da Pedra de Almeirim», una specialità a base di verdure, in particolare fagioli e patate, e carne suina (zampe, guanciale, pancetta e salsicce).
Le origini della «Sopa da Pedra de Almeirim», prima che fosse nota con questo nome, affondano le radici nella cucina popolare degli agricoltori di questa regione rurale sulle rive del fiume Tago.
Nella regione l’agricoltura di sostentamento rivestiva particolare importanza in quanto la zona era utilizzata come riserva di caccia per lo svago del re e della sua corte e alla popolazione locale non era permesso andare a caccia. Di conseguenza la coltivazione delle verdure nell’orto e l’allevamento domestico dei maiali, che erano uccisi d’inverno e di cui ogni parte era utilizzata, erano fondamentali per la sopravvivenza della popolazione.